# Heinz Wildenhain
Heinz Wildenhain (* 11. Dezember 1927 in Uhlmannsdorf) ist ein ehemaliger Funktionär der SED in der DDR.

## Leben
Der Sohn eines Schlossers und Hausmeisters sowie einer Fabrikarbeiterin absolvierte nach der Volksschule in Ziegelheim und Schmölln von 1942 bis 1944 eine Berufsausbildung zum Industriekaufmann und war während dieser Zeit auch Mitglied der Hitlerjugend (HJ). Im Anschluss war er von Dezember 1944 bis April 1945 als Arbeitsmann beim Reichsarbeitsdienst (RAD) eingesetzt, ehe er von Februar bis Mai 1945 als Soldat der Wehrmacht seinen Militärdienst in Plauen ableistete.
Nach dem Zweiten Weltkrieg arbeitete er zwischen 1945 und 1949 als Buchhalter sowie Hauptbuchhalter beim VEB Gas- und Wasserwerk Schmölln, erhielt 1949 die Auszeichnung Jungaktivist und war dann bis 1951 Betriebsassistent bei den Stadtwerken KWU Schmölln. Nach seinem Eintritt in die Freie Deutsche Jugend (FDJ) 1951 studierte er zwischen 1951 und 1955 an der Hochschule für Ökonomie Berlin, die er als Diplom-Wirtschaftswissenschaftler abschloss. Während dieser Zeit trat er 1952 der SED bei und war daneben von 1953 bis 1955 Mitglied der Zentralen Parteileitung (ZPL) der HfÖ.
Nach Beendigung des Studiums wurde er Mitarbeiter in der Abteilung Planung und Finanzen des ZK der SED und war zunächst Instrukteur für wirtschaftliche Rechnungsführung, nach Ableistung seines Militärdienstes bei der NVA im Jahr 1956 von 1957 bis 1961 Instrukteur für Geld- und Kreditpolitik und dann Sektorenleiter, ehe er zwischen 1969 und 1982 stellvertretender Leiter der Abteilung Planung und Finanzen des ZK der SED war. In den Jahren 1959 bis 1962 war er an geheimen Wertpapierverkäufen jüdischer Opfer des Holocaust an die USA beteiligt, die durch die Deutsche Handelsbank in Ost-Berlin eingeleitet wurden.
Im Mai 1982 wurde er als Nachfolger von Karl Raab Leiter der Abteilung Finanzverwaltung und Parteibetriebe des ZK der SED und behielt diese Funktion bis November 1989. In dieser Funktion hatte er weitgehend autonome Befugnisse. Wildenhain, der 1981 die Verdienstmedaille der Nationalen Volksarmee erhielt, war außerdem zwischen 1982 und 1989 Vorsitzender der Lohn- und Gehaltskommission des ZK der SED und wurde 1986 auch Mitglied der Zentralen Kommission des Politbüros zur Betreuung alter, verdienter Parteimitglieder. Er wurde darüber hinaus 1984 mit dem Vaterländischen Verdienstorden (VVO) sowie 1987 mit der Ehrenspange zum VVO in Gold ausgezeichnet.
Nach dem Ende der DDR wurde er in Untersuchungshaft genommen und Ermittlungen gegen ihn eingeleitet, um Auskunft über das Parteivermögen zu erhalten. Allerdings verweigerte er die Auskunft und wurde aus der Untersuchungshaft entlassen.
Später ließ er sich in Hallein in Österreich nieder.